# Gornje Kolibe
Gornje Kolibe su naseljeno mjesto u sastavu općine Bosanski Brod, Republika Srpska, BiH.

## Povijest
Naselje je staro oko tri stotine godina. Od grada Bosanski Brod do Gornjih Koliba ima deset kilometara, a jedan kilometar više je do Slavonskog Broda u susjednoj Hrvatskoj. 
U zadnjem ratu u BiH (92-95) ovo naselje je potpuno uništeno, a svi stanovnici protjerani. Mnogi od njih su tom prilikom smrtno stradali. Nakon više godina izgnanstva stanovnici su se počeli vraćati u naselje i obnavljati ga. Godine 2009. broj povratnika iznosio je oko četiri stotine. Oko tisuću stanovnika ovog naselja još uvijek živi u trećim zemljama, gdje su u vrijeme rata našli utočište.

## Stanovništvo
| Gornje Kolibe      |                |              |              |
| godina popisa      | 1991.          | 1981.        | 1971.        |
| Muslimani          | 1.149 (81,66%) | 743 (60,16%) | 862 (75,61%) |
| Hrvati             | 221 (15,70%)   | 220 (17,81%) | 265 (23,24%) |
| Srbi               | 7 (0,49%)      | 15 (1,21%)   | 6 (0,52%)    |
| Jugoslaveni        | 16 (1,13%)     | 241 (19,51%) | 7 (0,61%)    |
| ostali i nepoznato | 14 (0,99%)     | 16 (1,29%)   | 0            |
| ukupno             | 1.407          | 1.235        | 1.140        |